# 林世榮 (電影)
《林世榮》，又名《仁者無敵》，是1979年香港嘉禾電影出品，袁和平所執導的武打電影。改編自黃飛鴻弟子林世榮之事蹟，袁和平和洪金寶任武術指導。

## 電影內容
故事敘述黃飛鴻（關德興飾）四大弟子之一的林世榮（洪金寶飾），平日鋤強扶弱、行俠仗義，但卻也因其性格直率，無意中亦結下了不少樑子。
一日，榮弟同妻前往探望榮，五龍堂主獨子高大海（馮克安飾）貪於其妻美貌，逐將之劫走。得知此事後榮即前往五龍堂救人，卻反遭海污衊姦殺堂主養女高蘭心（陳琪琪飾）。後榮終知曉海才是真兇，怒而殺之，海父五龍堂主高霸天（李海生飾）因對榮抱有偏見，更不問情由，誓要將榮血祭愛兒……

## 人物角色
| 角色名稱 | 演員   | 備註       | 粵語配音 |
| -------- | ------ | ---------- | -------- |
| 林世榮   | 洪金寶 | 黃飛鴻弟子 | 林保全   |
| 黃飛鴻   | 關德興 |            | 關德興   |
| 梁寬     | 韋白   | 黃飛鴻弟子 | 陳永信   |
| 鬼腳七   | 元彪   | 黃飛鴻弟子 | 鄧榮銾   |
| 福成     | 樊梅生 |            | 藍天     |
| 高霸天   | 李海生 | 五龍堂堂主 | 吳桐     |
| 高大海   | 馮克安 | 高霸天之子 | 朱子聰   |
| 高蘭心   | 陳琪琪 | 高霸天養女 | 盧素娟   |
| 怪貓     | 鍾發   |            |          |
|          | 林正英 |            |          |
|          | 元武   |            |          |
| 林世光   | 蔣金   | 林世榮弟   | 黃允材   |
| 张月梅   | 唐晶   | 林世光妻   | 何錦華   |
|          | 何柏光 | 瞎子       | 朱子聰   |
|          | 曾楚霖 | 打更人     | 鄧榮銾   |
|          | 馮敬文 | 下棋鄉民   | 丁羽     |
| 温猪昌   | 刘国诚 |            | 藍天     |
| 牙刷蘇   | 西瓜刨 | 黃飛鴻弟子 |          |
|          | 劉秋生 |            |          |
|          | 陳會毅 |            |          |

## 其他資料
- 此片為袁和平的袁家班和洪金寶的洪家班首次合作作品[2]。

## 備註
1. ↑  香港電影票房 1979 〔華語電影〕 （页面存档备份，存于），香港電影票房全紀錄
2. 1 2  郭靜寧 (编).  初版. 香港: 香港電影資料館. 2014: 296–297. ISBN 978-962-8050-69-7.

## 外部連結
- 開眼電影網上《林世榮》的資料（繁體中文）
- 豆瓣电影上《林世榮》的資料 （简体中文）
- 时光网上《林世榮》的資料（简体中文）
- AllMovie上《林世榮》的资料（英文）
- 爛番茄上《林世榮》的資料（英文）
- 香港影庫上《林世榮》的資料（繁體中文）
- 互联网电影数据库（IMDb）上《林世榮》的资料（英文）